# Барон Нортборн

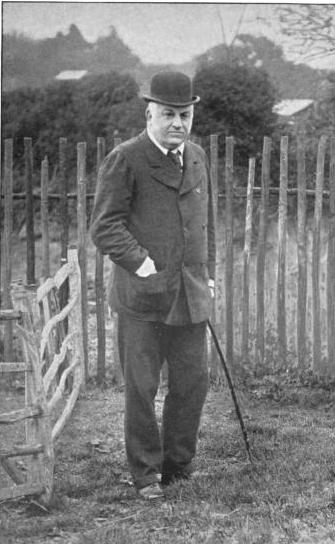
Уолтер Генри Джеймс, 2-й барон Нортборн (1846—1923), 1900 год

Барон Нортборн из Беттешангера в графстве Кент — наследственный титул в системе Пэрства Соединенного Королевства. Он был создан 5 ноября 1884 года для сэра Уолтера Джеймса, 2-го баронета (1816—1893), который ранее представлял Кингстон-апон-Халл в Палате общин от консервативной партии (1837—1847). Его сын, Уолтер Генри Джеймс, 2-й барон Нортборн (1846—1923), заседал от либеральной партии в Палате общин, где представлял Гейтсхед (1874—1893). Его правнук Кристофер Джордж Уолтер Джеймс, 5-й барон Нортборн (1926—2019) был один из девяноста избранных наследственных пэров, которые остались в палате лордов после принятия Акта Палаты лордов 1999 года, где он является независимым депутатом.
По состоянию на 2024 год носителем титула является сын последнего, Чарльз Уолтер Генри Джеймс, 6-й барон Нортборн (род. 1960), который стал преемником своего отца в 2019 году. 
Титул баронета Джеймса из Лэнгли Холла в графстве Беркшир (Баронетство Великобритании) был создан 28 июля 1791 года для деда первого барона, Уолтера Джеймса (1759—1829), последнего смотрителя монетного двора. Родился как Уолтер Хэд, с разрешения парламента он принял в 1778 году фамилию «Джеймс». Его сын и наследник Джон Джеймс служил посланником Великобритании в Нидерландах. Последний был отцом второго баронета, который был возведен в звание пэра в 1884 году.
Подполковник достопочтенный Катберт Джеймс (1872—1930), британский военный и консервативный политик, второй сын второго барона, представлял Бромли в Палате общин (1919—1930).

## Баронеты из Лэнгли Холла (1791)
- 1791—1829: Сэр Уолтер Джеймс Джеймс, 1-й баронет (1759—1829), сын сэра Томаса Хэда[2];
- 1829—1893: Сэр Уолтер Чарльз Джеймс, 2-й баронет (3 июня 1816 — 4 февраля 1893), сын Джона Джеймса (ум. 1818), внук предыдущего, барон Нортборн с 1884 года[3].

## Бароны Нортборн (1884)
- 1884—1893: Уолтер Чарльз Джеймс, 1-й барон Нортборн (3 июня 1816 — 4 февраля 1893), сын Джона Джеймса (ум. 1818), внук сэра Уолтера Джеймса Джеймса, 1-го баронета (1759—1829)[3];
- 1893—1923: Уолтер Генри Джеймс, 2-й барон Нортборн (25 марта 1846 — 27 января 1923), единственный сын предыдущего[4];
- 1923—1932: Уолтер Джон Джеймс, 3-й барон Нортборн (2 сентября 1869 — 22 декабря 1932), старший сын предыдущего[5];
- 1932—1982: Уолтер Эрнест Кристофер Джеймс, 4-й барон Нортборн (18 января 1896 — 17 июня 1982), старший сын предыдущего[6];
- 1982—2019: Кристофер Джордж Уолтер Джеймс, 5-й барон Нортборн (18 февраля 1926 — 8 сентября 2019), единственный сын предыдущего[7];
- 2019 — по настоящее время: Чарльз Уолтер Генри Джеймс, 6-й барон Нортборн (род. 14 июня 1960), старший сын предыдущего[8]
  - Наследник титула: достопочтенный Генри Кристофер Уильям Джеймса (род. 3 декабря 1988), старший сын предыдущего[9].